# Järnvägsolyckan i Bad Aibling
Järnvägsolyckan i Bad Aibling inträffade den 9 februari 2016 när två persontåg frontalkrockade vid Bad Aibling i Bayern i sydöstra Tyskland. Tolv personer omkom och 85 skadades, varav 24 allvarligt.

## Händelseförlopp
Den 9 februari 2016 klockan 06:48 lokal tid frontalkrockade två Stadler Flirt-tåg utanför Bad Aibling på den enkelspåriga järnvägen Mangfalltalbahn som går mellan Holzkirchen och Rosenheim i Bayern i sydöstra Tyskland. Eftersom olyckan inträffade i en kurva fanns mycket litet utrymme för inbromsning och båda tågen höll en hastighet på omkring 100 km/h när de kolliderade. Elva personer omkom, däribland de båda lokförarna, och 85 skadades, varav 24 allvarligt.

## Orsak
Olyckan orsakades av en trafikledare som manuellt gett det ena tåget klartecken att köra mot stoppsignal samtidigt som det andra tåget befann sig på banan. Trafikledaren insåg sitt misstag men lyckades inte kontakta lokförarna för att förhindra olyckan.